# Lavočkin La-7
Lavočkin La-7 (Лавочкин Ла-7) byl jednomístný sovětský stíhací letoun s pístovým motorem smíšené konstrukce vyvinutý během druhé světové války konstrukční kanceláří Lavočkin. Jednalo se o vylepšený typ Lavočkin La-5 FN a zároveň o posledního člena rodiny letounů odvozených od LaGG-1 z roku 1938. K jeho prvnímu letu došlo počátkem roku 1944 a později ve stejný rok vstoupil do služby u sovětského letectva. Malá várka La-7 byla v následujícím roce předána československému letectvu, ale jinak vyvážen nebyl. Vyzbrojený byl dvěma nebo třemi 20mm kanóny a dosahoval maximální rychlosti 661 kilometrů za hodinu. Jeho piloti měli za to, že se přinejmenším vyrovná jakékoli německé stíhačce s pístovým motorem. V roce 1947 byl u sovětského letectva vyřazen, ale u československého letectva sloužil až do roku 1950.

## Vznik
Když se v roce 1943 stal La-5 hlavním stíhacím typem sovětského letectva, cítil jak jeho tvůrce Semjon Lavočkin, tak inženýři v CAGI (Ústřední aerohydrodynamický institut), že ještě lze výkony letounu vylepšit. Původní LaGG-1 byl totiž navrhován v době, kdy bylo nutné šetřit se strategickými materiály jako byly různé kovové slitiny, a proto byl skoro celý postaven z překližky. Tento konstrukční materiál poté „zdědili“ všichni jeho následovníci až po La-5. V roce 1943 ale již byla jiná situace, nedostatek strategických materiálů nehrozil, a tak Lavočkin začal nahrazovat velké části konstrukce letounu kovovými slitinami. Byly rovněž provedeny různé menší aerodynamické úpravy, které také přispěly ke zvýšení výkonů. Výsledný prototyp, v konstrukční kanceláři označovaný La-120, poprvé vzlétl v listopadu 1943.

## Vývoj

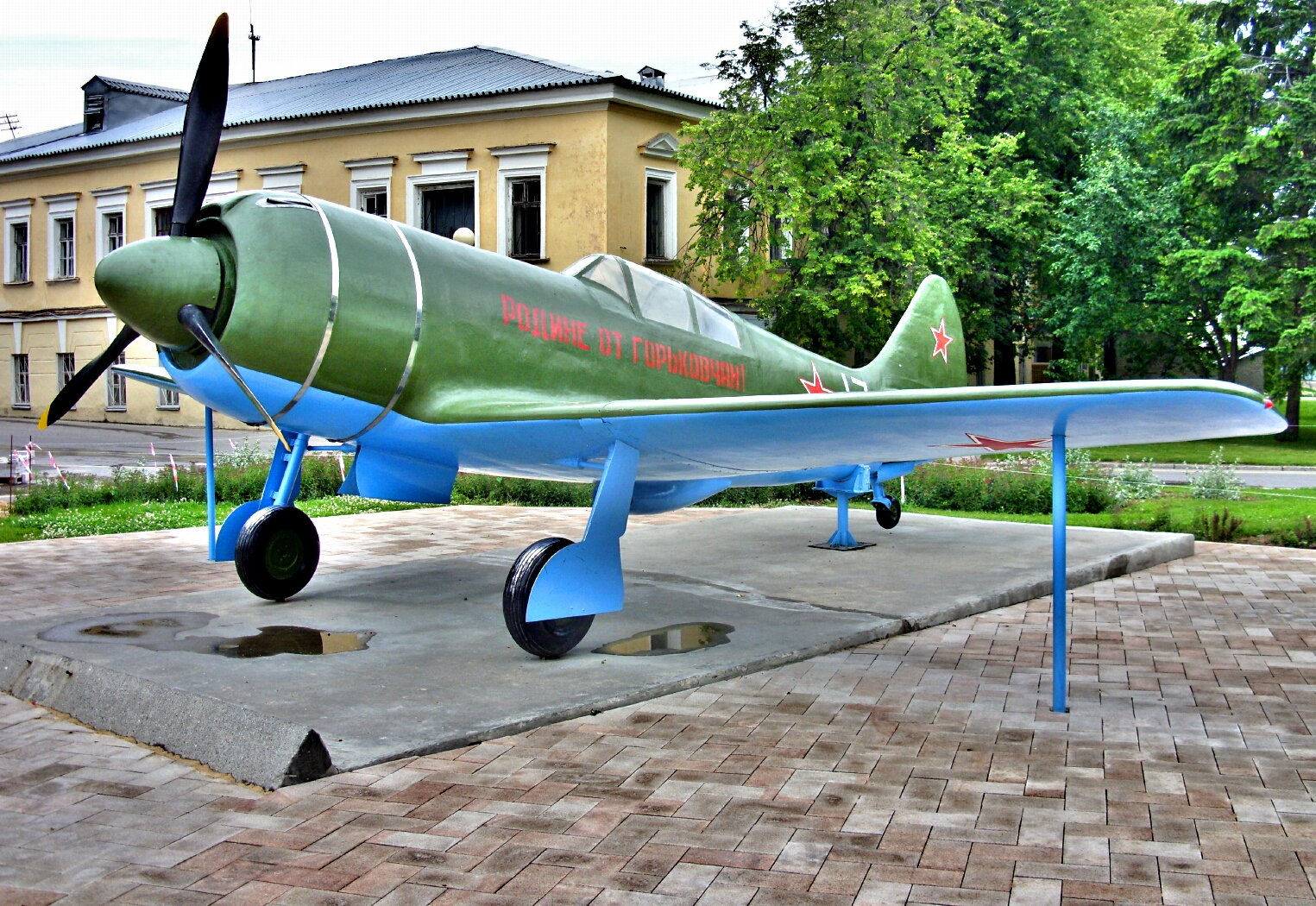
La-7

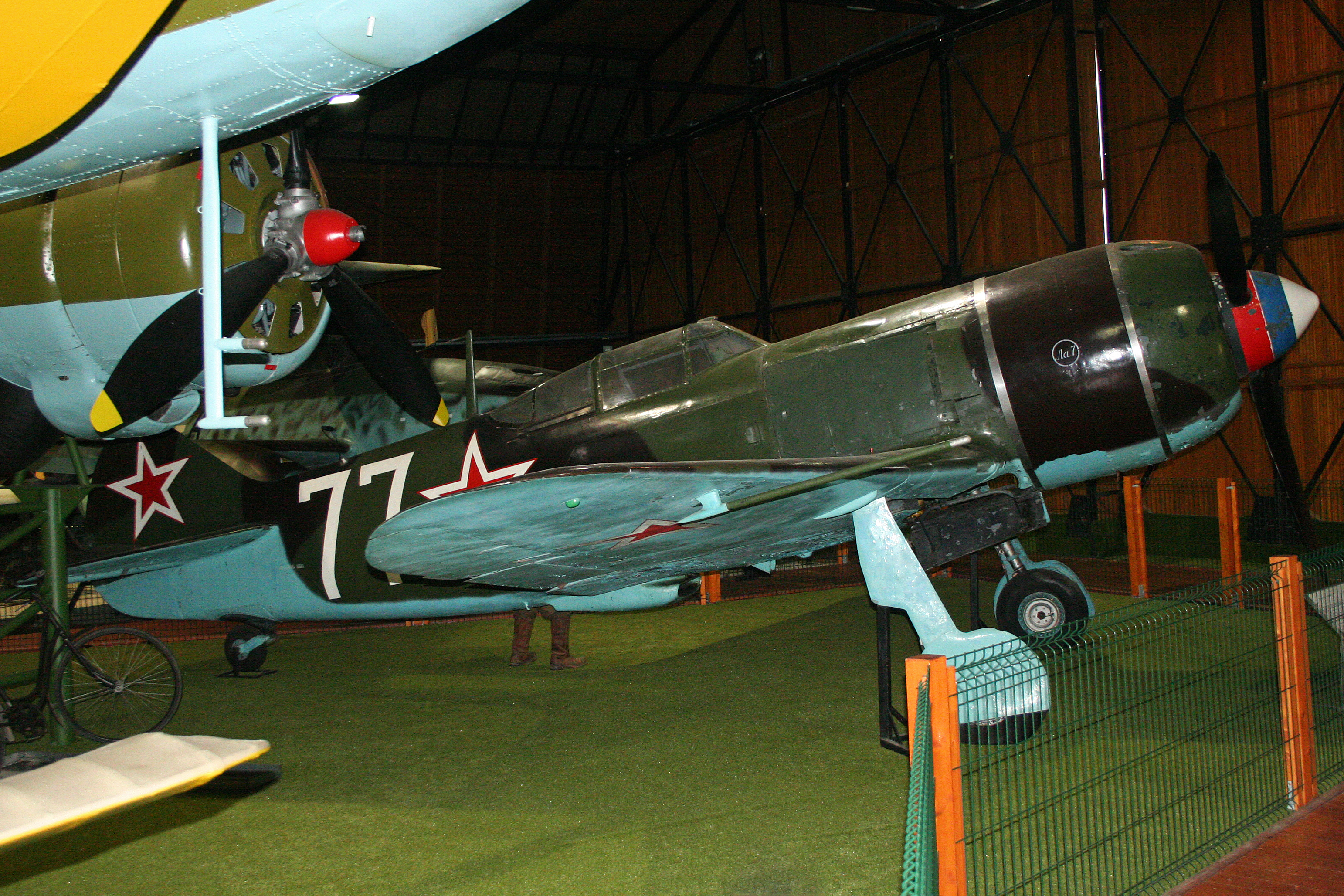
Lavočkin La-7, letecké muzeum Kbely

Sériovou výrobu zahájil v květnu 1944 závod č. 21, který v tomto měsíci vyprodukoval prvních 57 kusů La-7. Do konce roku vzniklo celkem 1782 strojů, na jejichž výrobě se podílel také závod č. 99 v Ulan-Ude a závod č. 381 v Moskvě.
První La-7 přebíraly jednotky od června, přestože schvalovací státní zkoušky proběhly až mezi 15. zářím a 15. říjnem 1944 u 63. GvIAP pod velením majora Gorbatova. V červenci 1944 byly zahájeny testy výzbroje, která se měla původně skládat ze třech kanónů B-20. Takto vyzbrojených La-7 však vzniklo pouze 368 strojů z produkce závodu č. 381, které se od dvoukanónových odlišovaly dlouhými aerodynamickými kryty na horní části krytu motoru. Mezi 20. a 31. červencem 1944 proběhly testy druhého prototypu „120“, jehož hlavňovou výzbroj tvořila dvojice kanónů Nudelman-Suranov NS-23 ráže 23 mm. Koncem roku 1944 byla jeho původní pohonná jednotka nahrazena dvouhvězdicovým vzduchem chlazeným čtrnáctiválcem AŠ-83 o výkonu 1417 kW. Stroj přeznačený na La-7/AŠ-83 měl také nové křídlo s laminárním profilem. Zkoušky letounu byly ukončeny v září 1945.
V červenci 1944 vznikl také prototyp výškové přepadové stíhačky La-7TK založený na jednom z prvních draků La-7. Pohon zajišťoval motor AŠ-82FN s vrtulí VIŠ-105V přeplňovaný dvojicí turbokompresorů TK-3 konstruktéra Treskina. Letoun s dostupem 11 800 m dosáhl v hladině 8000 m rychlosti 676 km/h, rovněž stoupavost byla vyšší než u standardní La-7. Vývoj byl po havárii prototypu a dodání desetikusové série ukončen. Letouny vyzbrojené jedním kanónem ŠVAK pod krytem motoru byly přiděleny pluku obrany Moskvy. V létě 1944 byl testován i jeden La-7TK s dvouhvězdicovým vzduchem chlazeným osmnáctiválcovým agregátem AŠ-71 o výkonu 1491 kW. Stroj v dokumentaci označovaný také jako La-7TK/AŠ-71/2TK-3 byl vyzbrojen dvěma 20 mm kanóny.
Sériové letouny byly ve srovnání s prototypem pomalejší o 40 km/h, což způsobila zejména nízká kvalita zpracování motoru AŠ-82FN spolu s nekvalitně vyrobenými listy vrtule a nedostatečné utěsnění trupu. Na stroji La-7 proto byla následně provedena řada úprav. Ve výrobě byly zaváděny po zkouškách stroje sér. č. 38101356, které se konaly mezi 20. březnem a 8. dubnem 1945. Tento letoun byl již např. vybaven systémem pro ventilaci kabiny a odmlžování jejích skel. V květnu 1945 byly na stroji sér. č. 38102663 aplikovány filtry ve vstupních otvorech vzduchu turbokompresoru a chladiče oleje, kterými byly dovybaveny následující série.
Na podzim 1944 byl v Lavočkinově konstrukční kanceláři zahájen vývoj dvoumístné cvičné verze La-7UTI. Za pilotní kabinu byla instalována druhá pro instruktora, vybavená druhým řízením. Z důvodu odlehčení byl odstraněn pravý kanón, pancíř pilotova sedadla a zatahovací mechanismus ostruhového kola. Zkoušky byly zahájeny v srpnu 1945. Během výroby byl chladič oleje několikrát přemísťován, od dubna 1946 byl natrvalo instalován pod přídí, podobně jaku u La-5. Do roku 1947 bylo vyrobeno 584 kusů La-7UTI.
La-7 byl rovněž používán jako testovací platforma pro nové pohonné systémy. Již v březnu 1944 byl Lavočkinův asistent S. M. Alexejev pověřen zabudováním raketového motoru RD-1 o tahu 2,9 kN konstruktéra V. P. Gluška na kapalné pohonné látky do zádě La-7. Nový tým Experimentálního závodu č. 81 byl ustaven v prostorách závodu č. 381, kde byla tato modifikace pod označením La-7R dokončena v říjnu. Palivový systém byl překonstruován včetně instalace nádrže pro okysličovadlo a svislá ocasní plocha byla zvětšena. Všechny díly, které se dostávaly do styku s okysličovadlem (kyselina dusičná), byly vyrobeny z nerezové oceli a hliníku. Zálet prototypu provedl pilot G. M. Šijanov a následné podnikové zkoušky pak trvaly od 27. října 1944 do 24. února 1945. Během 15 letů byl RD-1 zažehnut celkem šestkrát, přičemž rychlost ve výšce 3000 m vzrostla o 85 km/h. Začátkem roku 1945 Alexejevův tým přestavěl druhý vylepšený prototyp La-7R, který se testoval od 26. ledna do září 1945. U obou experimentálních strojů byly zaznamenány značné vibrace raketového motoru během jeho chodu. Nespolehlivé elektrické zapalování RD-1 bylo proto v červenci nahrazeno chemickým a celý raketový systém byl poté přeznačen na RD-1ChZ.
V listopadu 1945 byl pod každou polovinu křídla prototypu La-7D zavěšen jeden pulzační motor D-10 šéfkonstruktéra V. Čeloměje. Vlastní drak letounu byl jen nepatrně upraven, výjimkou bylo pouze zmenšení plochy odštěpných vztlakových klapek a montáž příslušenství dvojice pulzačních motorů. Výzbroj tvořily tři kanóny. Letové zkoušky zahájil pilot N. V. Gavrilov koncem léta 1946. Ve výšce 800 m byl zaznamenán po spuštění pulzačních motorů nárůst rychlosti o 193 km/h, po jejich vypnutí však výkony letounu výrazně poklesly vlivem jejich hmotnosti a aerodynamického odporu. Dne 15. října 1946 byl celý program ukončen.
Podobnou konstrukcí byl experimentální letoun La-7S (také La-7/2PVRD-430), jehož pomocný pohon tvořily dva náporové motory RD-430 M. M. Bondarjuka zavěšené opět pod křídlem. Podnikové zkoušky proběhly mezi 26. červnem a 4. zářím 1946 s piloty A. V. Davydovem a A. A. Popovem. Žádná z těchto možností se ale nejevila jako perspektivní ve srovnání s technologií proudových motorů.
Výroba La-7 byla ukončena koncem roku 1945. Závod č. 21 dodal 4610 kusů, závod č. 381 dodal 1928 a závod č. 99 vyprodukoval 250 letadel La-7.

## Služba

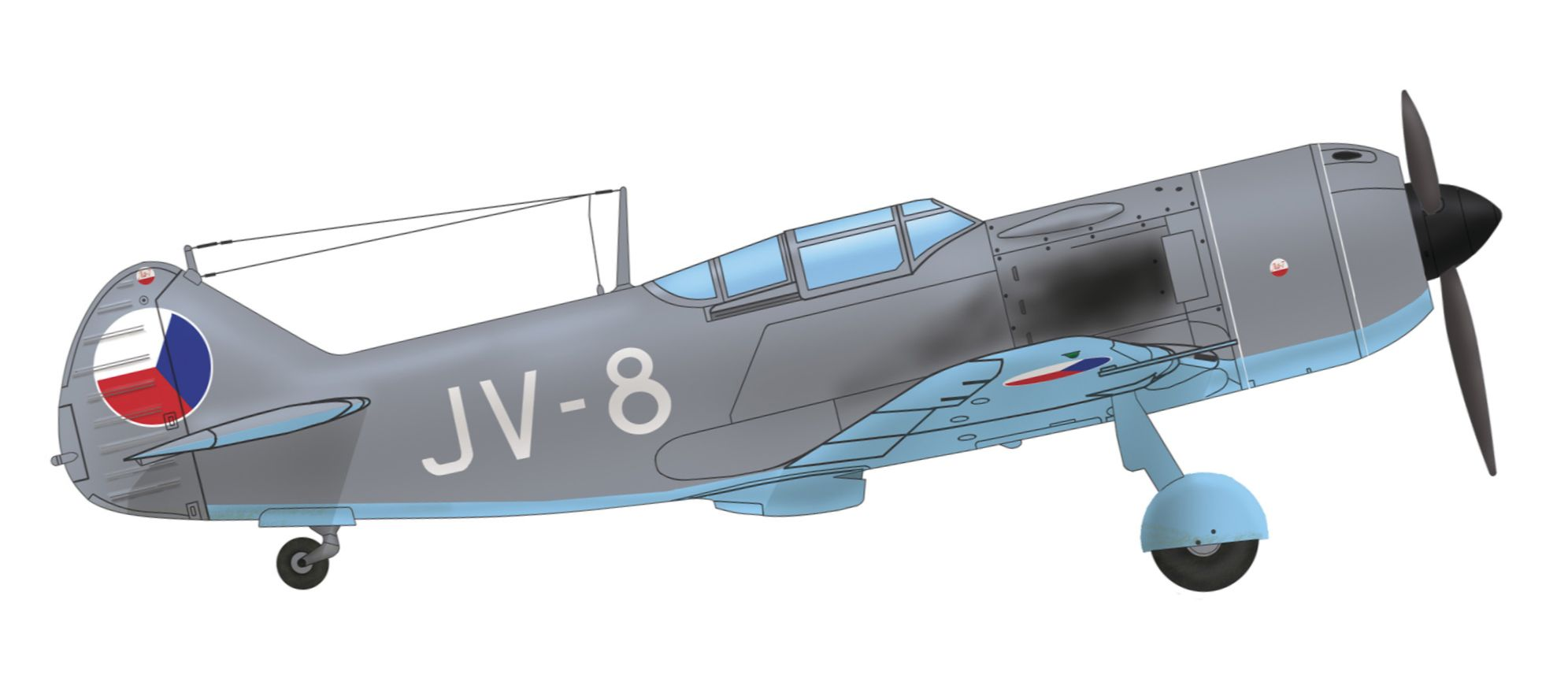
Lavočkin La-7 od 2. letky 1. stíhacího pluku 4. letecké divize, rok 1947

Na konci války se La-7 těšil vynikající pověsti a bojovými úspěchy. Obrat o 360° zabral 19 až 21 sekund. Na La-7 létala úspěšná sovětská letecká esa Ivan Nikitovič Kožedub, Alexandr Pokryškin, Alexej V. Aleljuchin, V. I. Popkov i piloti 1. a 2. stíhacího pluku 1. československé smíšené letecké divize v SSSR pod velením podplukovníka Budína.
La-7 byl jediný sovětský letoun, který si na své konto připsal sestřel německého Messerschmittu Me 262, a to 15. února 1945 nad Německem (pilotem byl I. N. Kožedub).
Letouny, které zůstaly ve službě i po skončení války, dostaly od NATO kódové označení Fin. Následující typ La-9 byl i přes vnější podobnost zcela novou konstrukcí.

## Uživatelé
- Československo
  - Československé letectvo (jeden exemplář La-7 dříve sloužící u čs. letectva v SSSR se nachází v Leteckém muzeu Kbely, majitelem stroje je Národní technické muzeum)
- Sovětský svaz
  - Sovětské letectvo

## Specifikace (La-7)
Údaje dle

### Technické údaje
- Osádka: 1 (pilot)
- Rozpětí: 9,80 m
- Délka: 8,67 m
- Výška: 2,54 m
- Nosná plocha: 17,59 m²
- Hmotnost prázdného letounu: 2 605 kg
- Vzletová hmotnost: 3 240 kg
- Maximální vzletová hmotnost: 3 400 kg
- Pohonná jednotka: 14válcový vzduchem chlazený dvouhvězdicový zážehový čtyřdobý motor Švecov AŠ-82FN
  - Výkon motoru: 1850 k (1360 kW)

### Výkony
- Maximální rychlost ve výšce 5900 m: 658 km/h
- Maximální rychlost ve výšce 6000 m se třemi B-20: 661 km/h
- Dostup: 11 300 m
- Stoupavost: 18,3 m/s
- Dolet se třemi B-20: 665 km

### Výzbroj
- 2 × synchronizovaný kanón ŠVAK ráže 20 mm nebo 3 × synchronizovaný letecký kanón B-20 ráže 20 mm
- až 200 kg bomb